# Běh na lyžích na Zimních olympijských hrách 1964
Běh na lyžích na Zimních olympijských hrách 1964 v Innsbrucku.

## Medailové pořadí zemí
| Pořadí | Země                | Zlato | Stříbro | Bronz | Celkově |
| ------ | ------------------- | ----- | ------- | ----- | ------- |
| 1.     | Sovětský svaz (URS) | 3     | 1       | 4     | 8       |
| 2.     | Finsko (FIN)        | 2     | 2       | 2     | 6       |
| 3.     | Švédsko (SWE)       | 2     | 2       | 1     | 5       |
| 4.     | Norsko (NOR)        | 0     | 2       | 0     | 2       |
|        | Celkem              | 7     | 7       | 7     | 21      |

## Medailisté

### Muži
| Disciplína        | Zlato                                                                               | Výkon     | Stříbro                                                                        | Výkon     | Bronz                                                                                   | Výkon     |
| ----------------- | ----------------------------------------------------------------------------------- | --------- | ------------------------------------------------------------------------------ | --------- | --------------------------------------------------------------------------------------- | --------- |
| 15 km             | Eero Mäntyranta · Finsko (FIN)                                                      | 50:54,1   | Harald Grønningen · Norsko (NOR)                                               | 51:34,8   | Sixten Jernberg · Švédsko (SWE)                                                         | 51:42,2   |
| 30 km             | Eero Mäntyranta · Finsko (FIN)                                                      | 1:30:50,7 | Harald Grønningen · Norsko (NOR)                                               | 1:32:02,3 | Igor Vorončichin · Sovětský svaz (URS)                                                  | 1:32:15,8 |
| 50 km             | Sixten Jernberg · Švédsko (SWE)                                                     | 2:43:52,6 | Assar Rönnlund · Švédsko (SWE)                                                 | 2:44:58,2 | Arto Tiainen · Finsko (FIN)                                                             | 2:45:30,4 |
| štafeta 4 × 10 km | Švédsko (SWE) · Karl-Åke Asph · Sixten Jernberg · Janne Stefansson · Assar Rönnlund | 2:18:34,6 | Finsko (FIN) · Väinö Huhtala · Arto Tiainen · Kalevi Laurila · Eero Mäntyranta | 2:18:42,4 | Sovětský svaz (URS) · Ivan Utrobin · Gennadij Vaganov · Igor Vorončichin · Pavel Kolčin | 2:18:46,9 |

### Ženy
| Disciplína       | Zlato                                                                                   | Výkon   | Stříbro                                                                          | Výkon     | Bronz                                                                | Výkon     |
| ---------------- | --------------------------------------------------------------------------------------- | ------- | -------------------------------------------------------------------------------- | --------- | -------------------------------------------------------------------- | --------- |
| 5 km             | Klavdija Bojarskichová · Sovětský svaz (URS)                                            | 17:50,5 | Mirja Lehtonenová · Finsko (FIN)                                                 | 17:52,9   | Alevtina Kolčinová · Sovětský svaz (URS)                             | 18:08,4   |
| 10 km            | Klavdija Bojarskichová · Sovětský svaz (URS)                                            | 40:24,3 | Jevdokija Mekšilová · Sovětský svaz (URS)                                        | 40:26,6   | Marija Gusakovová · Sovětský svaz (URS)                              | 40:46,6   |
| štafeta 3 × 5 km | Sovětský svaz (URS) · Alevtina Kolčinová · Jevdokija Mekšilová · Klavdija Bojarskichová | 59:20,2 | Švédsko (SWE) · Barbro Martinssonová · Britt Strandbergová · Toini Gustafssonová | 1:01:27,0 | Finsko (FIN) · Senja Pusulaová · Toini Pöystiová · Mirja Lehtonenová | 1:02:45,1 |